# Operation Sovereign Borders

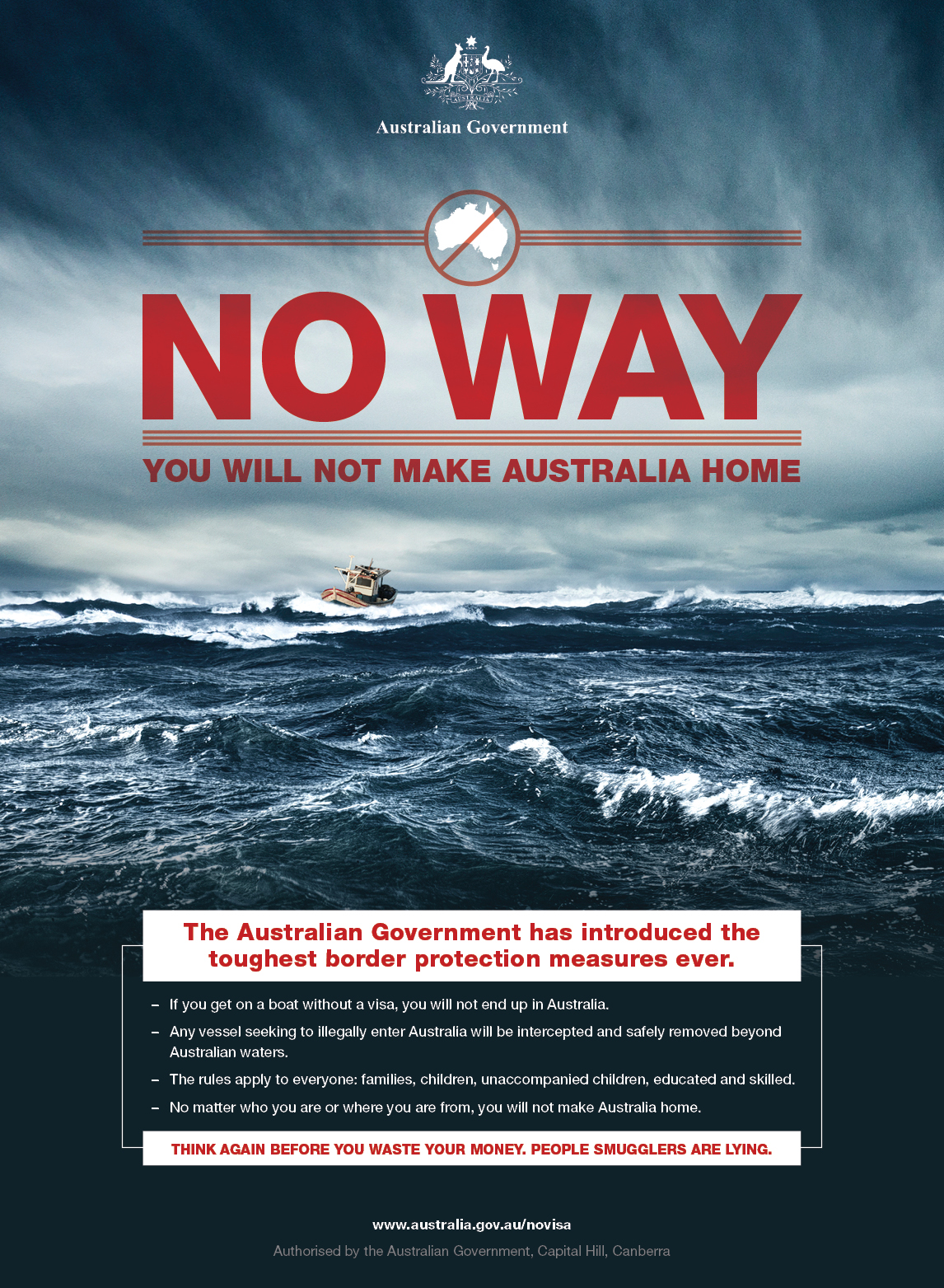
Stop the boats – Operation Sovereign Borders

Operation Sovereign Borders (zu Deutsch etwa „Operation Souveräne Grenzen“) ist ein von der australischen Regierung unter Premierminister Tony Abbott im Jahr 2013 ausgerufenes Programm, das den Menschenschmuggel über den Seeweg nach Australien verhindern soll. Kern des Programms ist eine Null-Toleranz-Politik, im Rahmen derer Schiffe mit Flüchtlingen bereits auf hoher See abgefangen und zur Umkehr gezwungen werden. International ist das Programm unter dem Titel „stop the boats“ bekannt.

## Hintergrund
Während des Wahlkampfes zu der Parlamentswahl in Australien 2013 machte Tony Abbott das Versprechen, die Boote zu stoppen. Er nahm Bezug auf die steigende Zahl Bootsflüchtlinge, die nach Australien kamen. Während in den vergangenen Jahrzehnten höchstens eine vierstellige Zahl an Flüchtlingen Australien erreichte, kam es in den Jahren 2012 und 2013 zu einem drastischen Anstieg der Zahl der Flüchtlingsschiffe. Immer wieder ereigneten sich hier auch Zwischenfälle, bei denen Flüchtlinge ertranken.

## Verlauf

### Zahl der Bootsflüchtlinge insgesamt
Seit Beginn der Mission habe den Angaben der australischen Regierung zufolge kein Flüchtlingsboot mehr Australien erreicht, es soll auch keine weiteren Schiffsunglücke mit Toten mehr gegeben haben.

### Zahl der tödlich Verunglückten
Die Monash University zählt seit dem Jahr 2000 alle Menschen, die auf der Flucht nach Australien zu Tode kamen. Gezählt werden alle Einreisearten, nicht nur die per Boot.

## Kritik
Ausländische Beobachter kritisierten, die Abbott-Regierung informiere die Öffentlichkeit nicht ausreichend über den konkreten Umgang mit Flüchtlingsbooten. Auch habe die Regierung es abgelehnt, Untersuchungen durchzuführen, um Vorwürfe zu Warnschüssen und Gewalt im Zusammenhang mit dem Abfangen von Booten zu entkräften. Tony Abbott führte in diesem Zusammenhang aus, es sei nicht im Interesse Australiens, Informationen herauszugeben, die Menschenschmugglern nützlich sein könnten.